# Raphidia ophiopsis
Raphidia ophiopsis är en halssländeart som beskrevs av Carl von Linné 1758. Raphidia ophiopsis ingår i släktet Raphidia och familjen ormhalssländor. Arten är reproducerande i Sverige.

## Underarter
Arten delas in i följande underarter:
- R. o. iranica
- R. o. mediterranea
- R. o. alcoholica
- R. o. ophiopsis
- R. o. fusciventris

## Bildgalleri

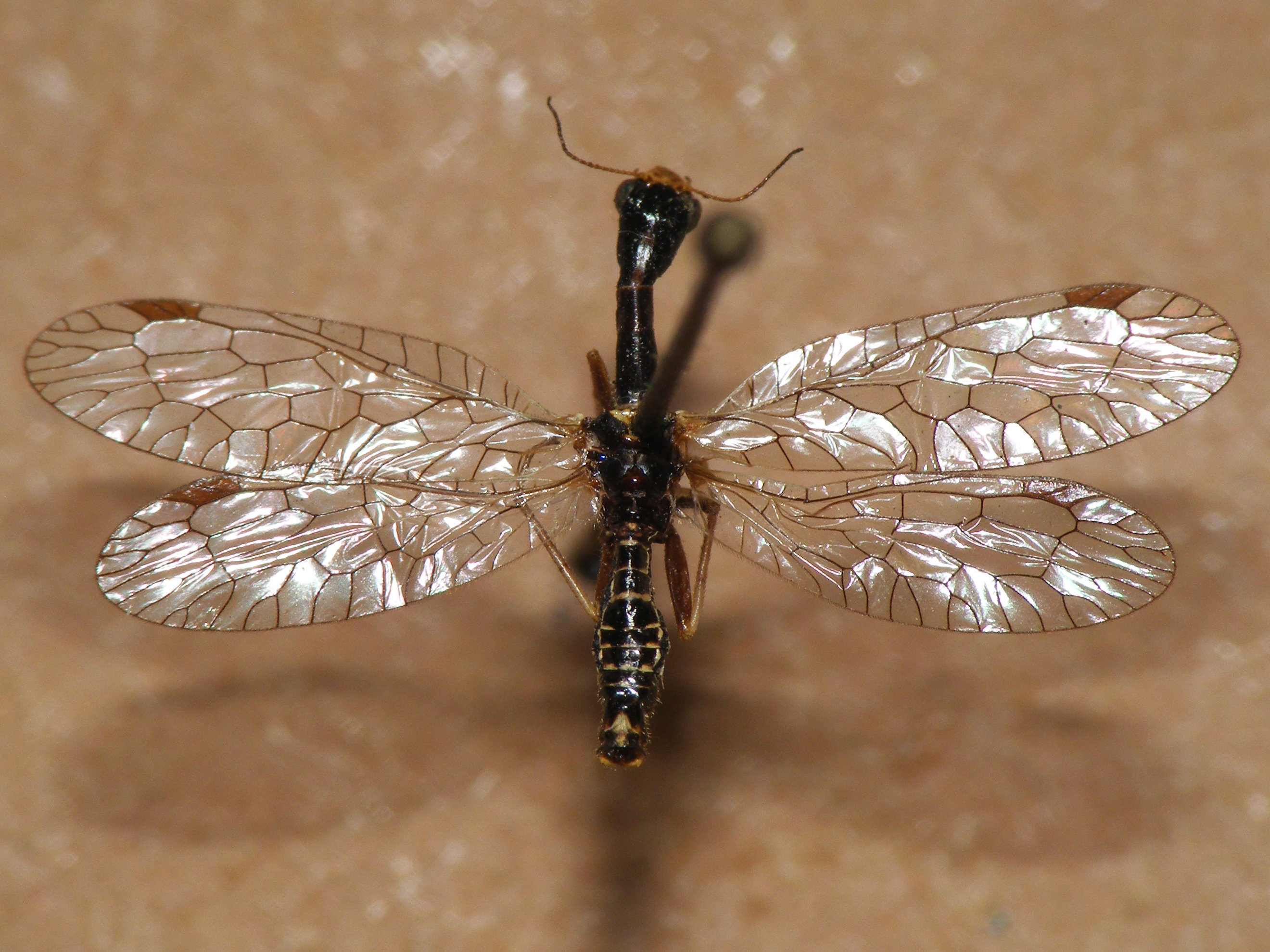
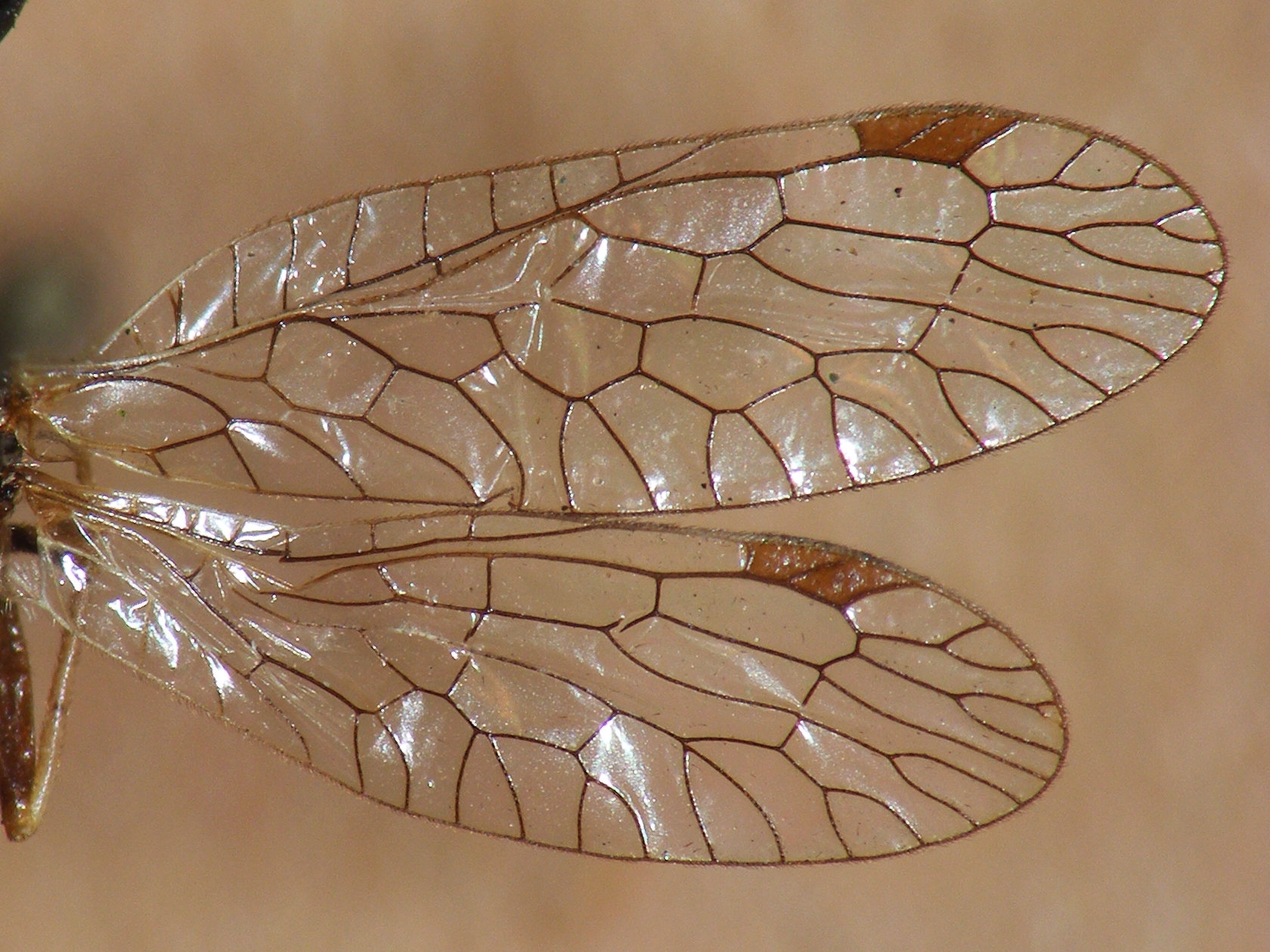
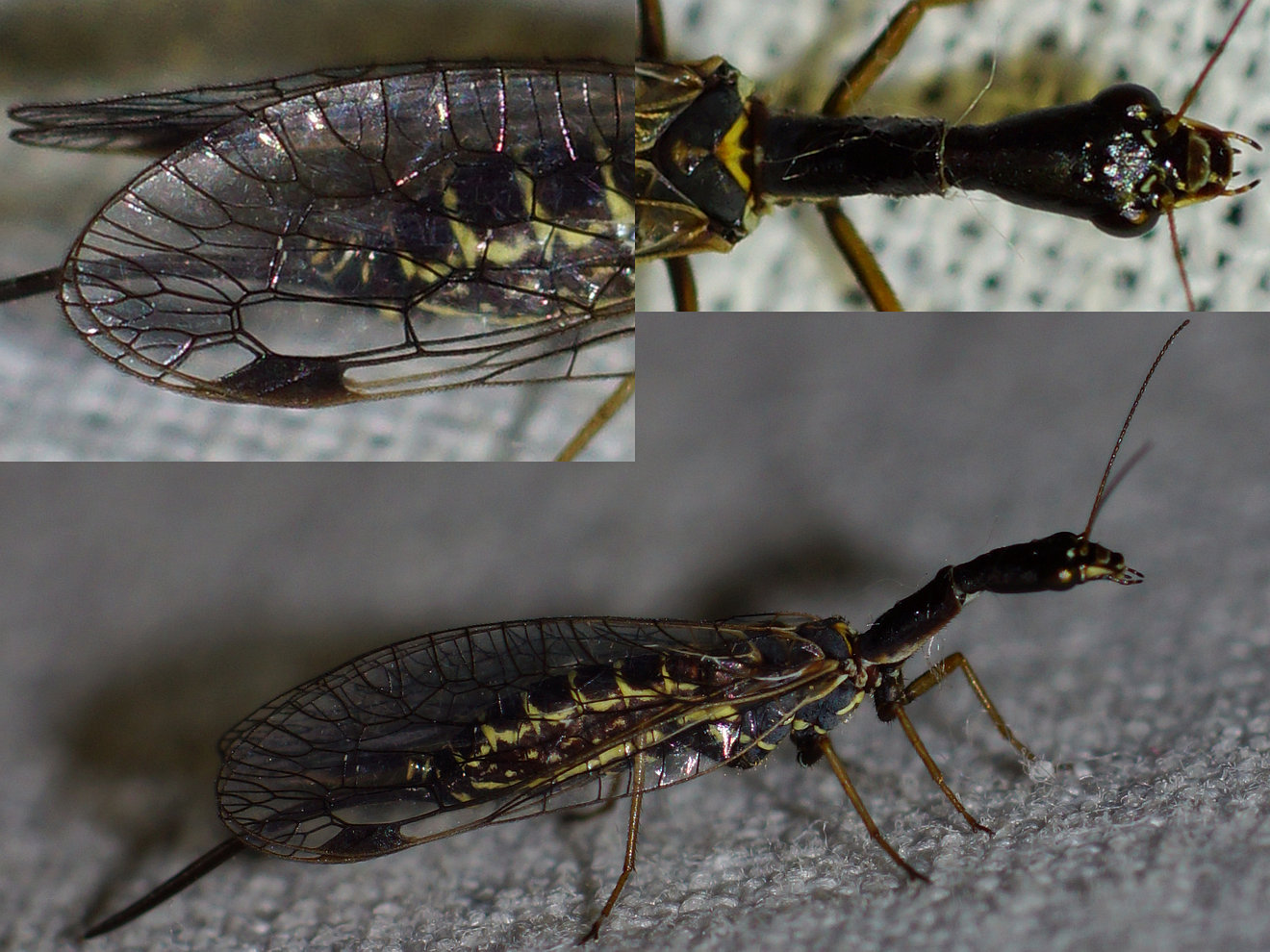
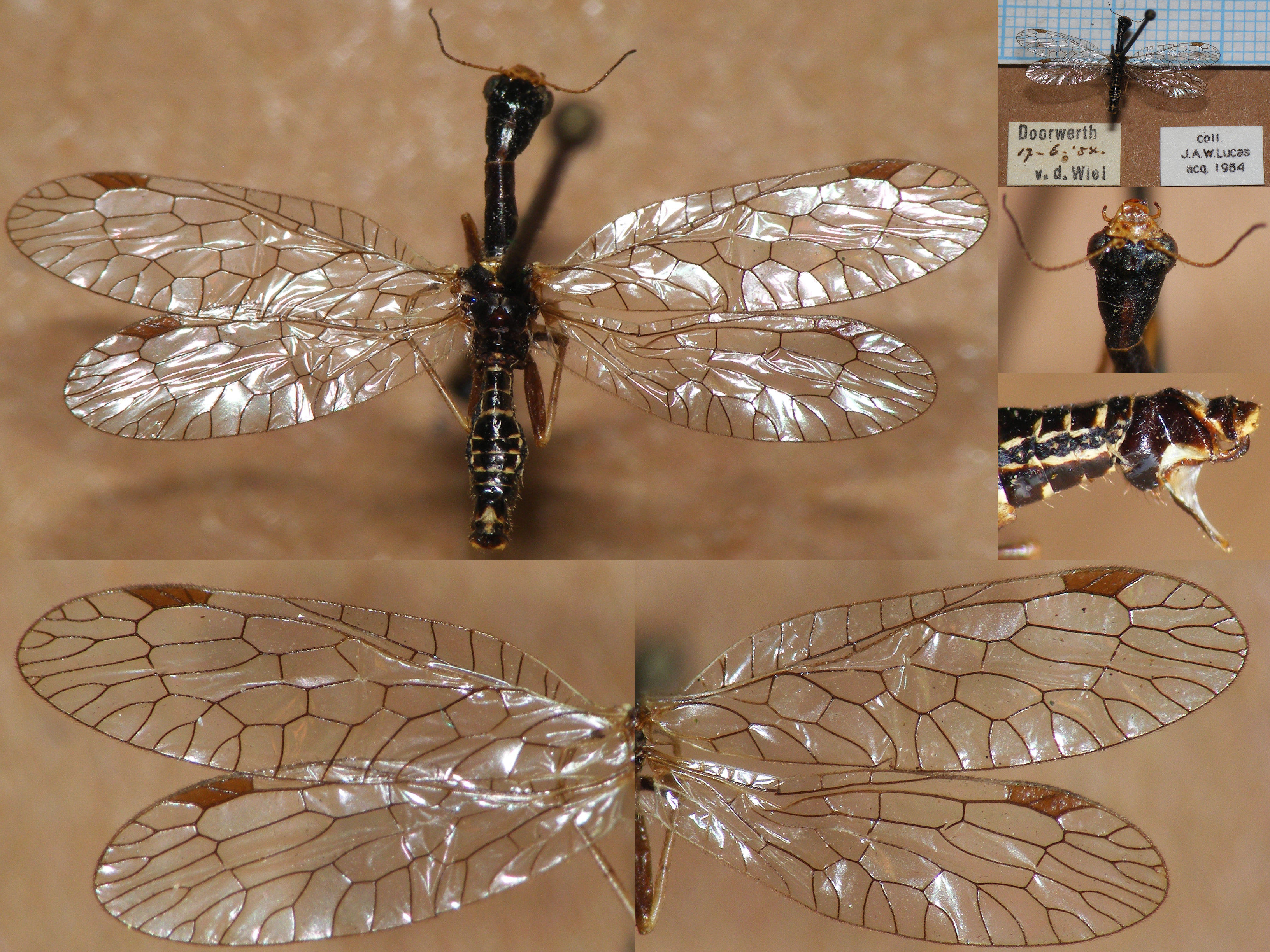
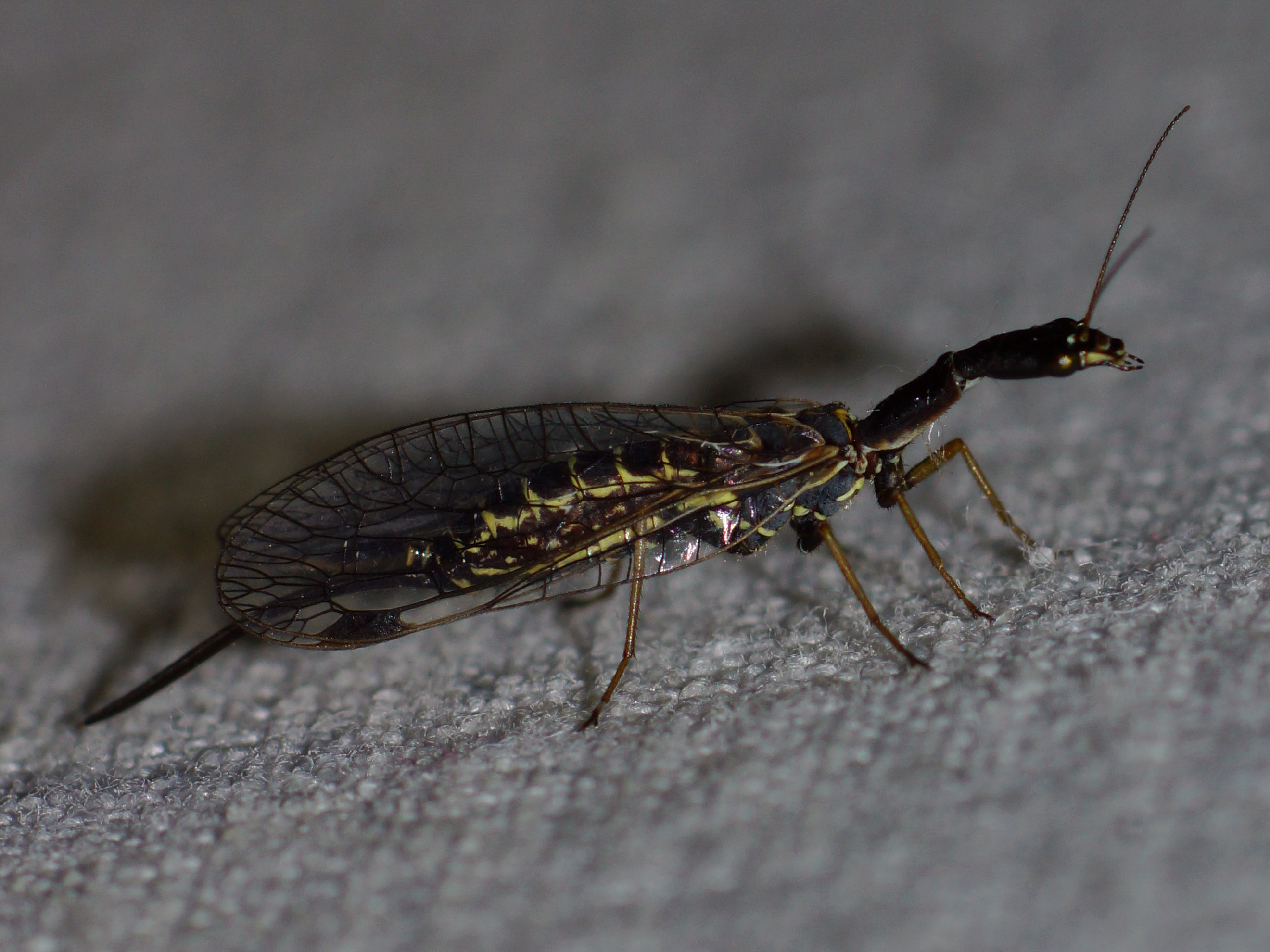
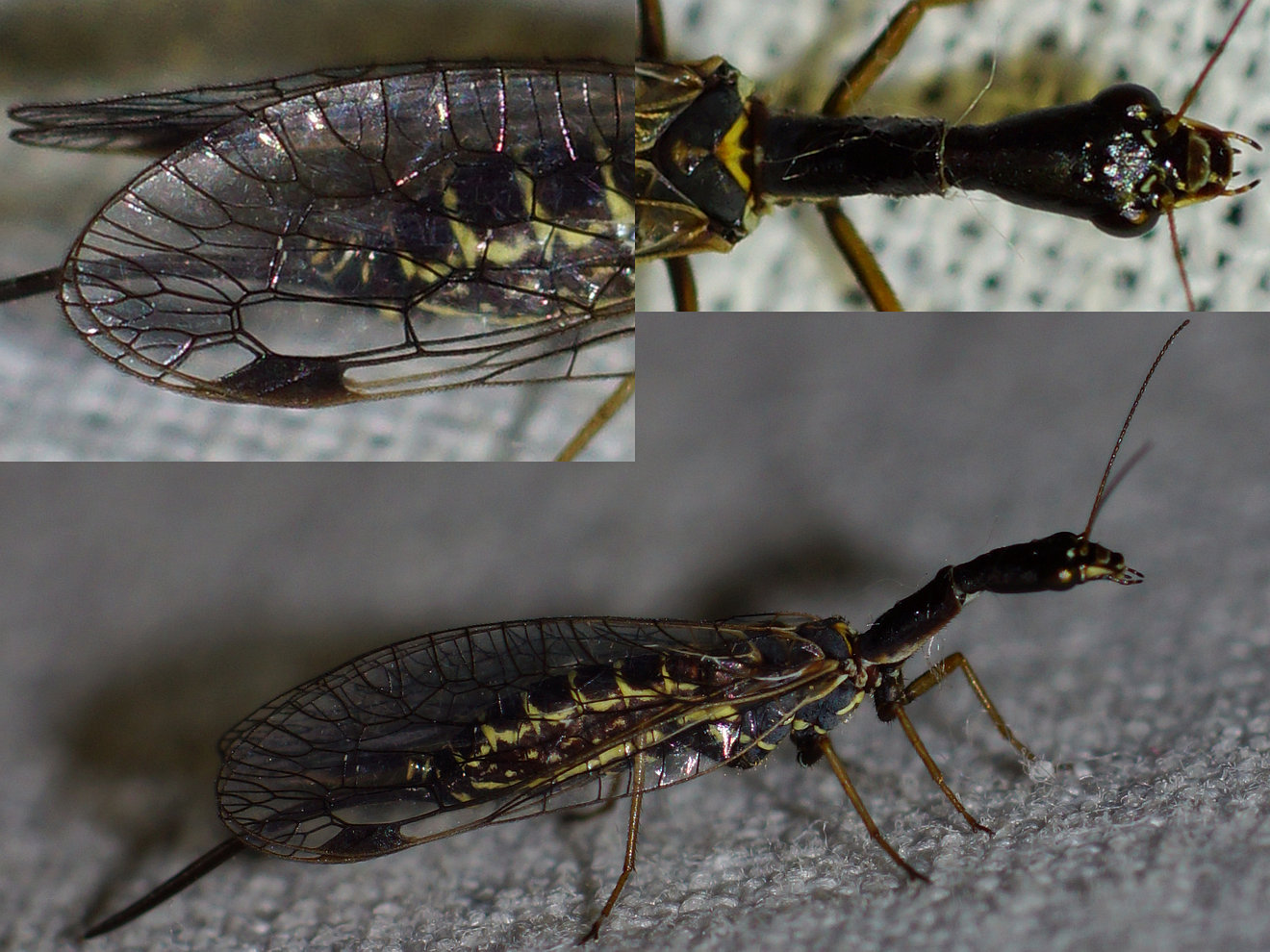